# Nekropole von Panoria

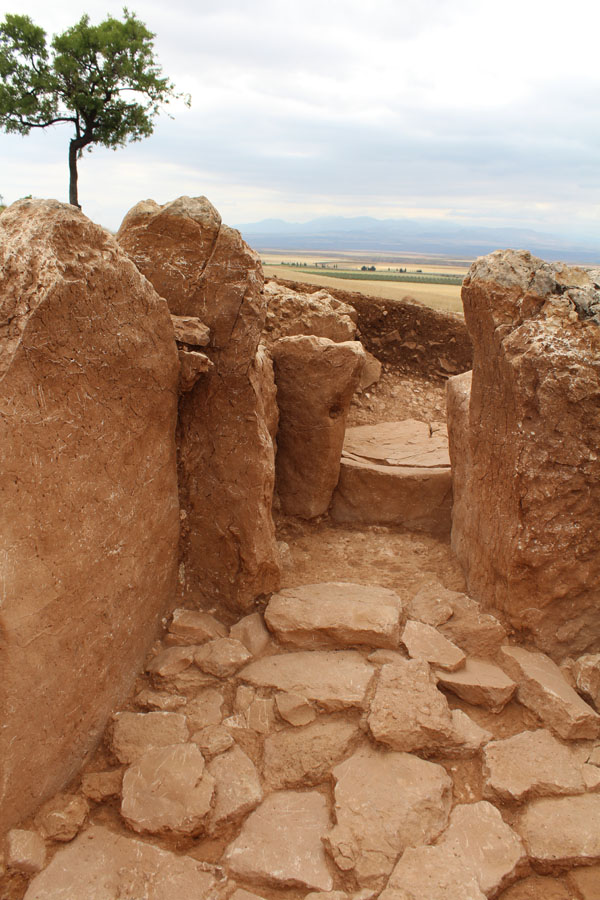
Dolmen der Nekropole von Panoria

Die Nekropole von Panoria (spanisch Necrópolis megalítica de Panoría) befindet sich am Fuße des namengebenden Hügels, am östlichsten Ende der Sierra Arana, etwa 5,0 km nördlich von Darro in der Provinz Granada in Spanien. Sie ist eine der wichtigsten Dolmenkonzentrationen auf der Iberischen Halbinsel. Es ist die westlichste Nekropole der Region, die die Megalithen von Fonelas, Gorafe, Huélago, Laborcillas und Pedro Martinez im Flussgebiet des Río Fardes miteinander verbindet.
Die 2012 entdeckte Nekropole besteht aus mindestens 19 Dolmen, von denen fünf 2015 untersucht wurden. Im Wesentlichen sind es polygonale oder rechteckige Kammern aus großen Steinplatten, die durch kurze und enge Gänge zugänglich sind. Die Dolmen sind teilweise in den Untergrund eingetieft, so dass nur die oberen Hälften herausragen. Ursprünglich waren sie dem üblichen Muster folgend von Grabhügeln bedeckt. Alle Steinplatten sind aus rotem Dolomitkalksteinen, der als Ammonitico Rosso bekannt ist und sich in der Umgebung der Nekropole findet.
Drei ausgegrabene Megalithanlagen orientieren sich am Sonnenaufgang zur Tagundnachtgleiche. Dies steht im Einklang mit nicht ausgegrabenen Anlagen, deren oberflächliche Belege eine Annäherung an ihre Orientierung und an andere Nekropolen in der Region erlauben. Nur Anlage 6 weist eine anomale West-Ost orientierte Ausrichtung auf.
Die Ausgrabungen zeigten, dass es sich um Kollektivgräber handelt, bei denen sich die meisten menschlichen Reste nicht im anatomischen Verband befanden. In Verbindung mit den Resten wurden Grabbeigaben wie Feuersteinmesser, Keramikgefäße, Muscheln und Pfeilspitzen geborgen. Nach der anthropologischen Studie wurden mindestens 28 Personen beiderlei Geschlechts und aller Altersgruppen deponiert. Insbesondere Arthrose des degenerativen Typs, die hauptsächlich in den oberen Extremitäten auftritt, war unter den an den Skeletten erkannten Krankheiten.

Nekropole von Panoria
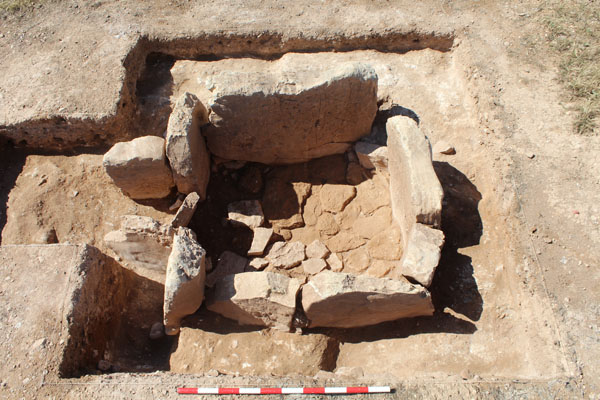
Anlage 18
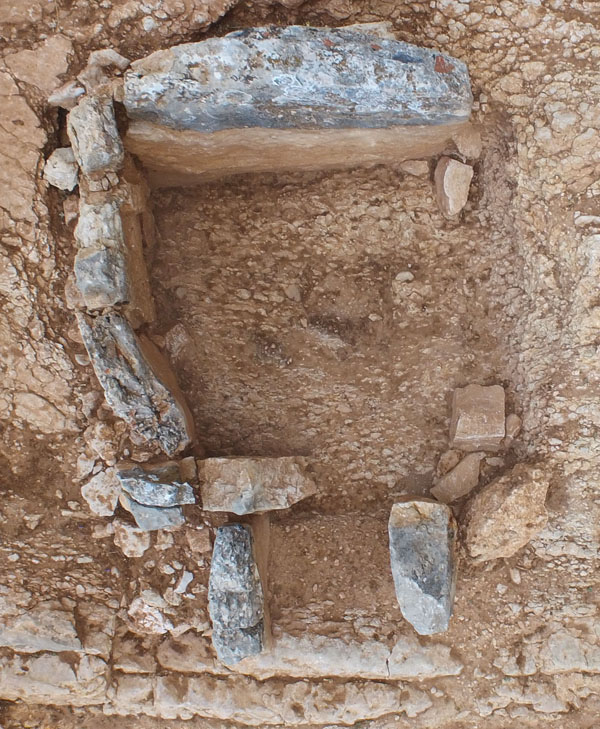
Anlage 7
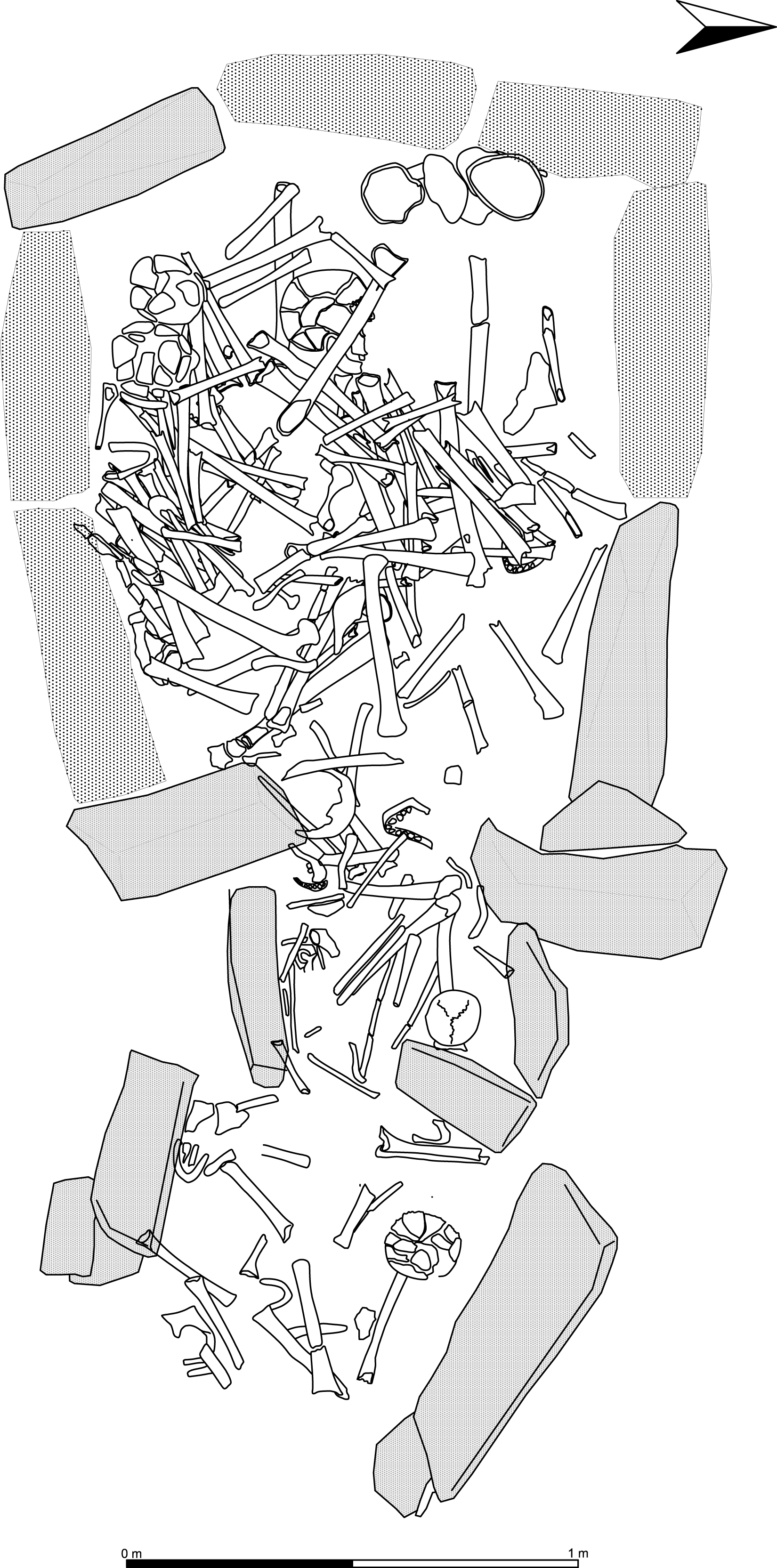
Anlage 10
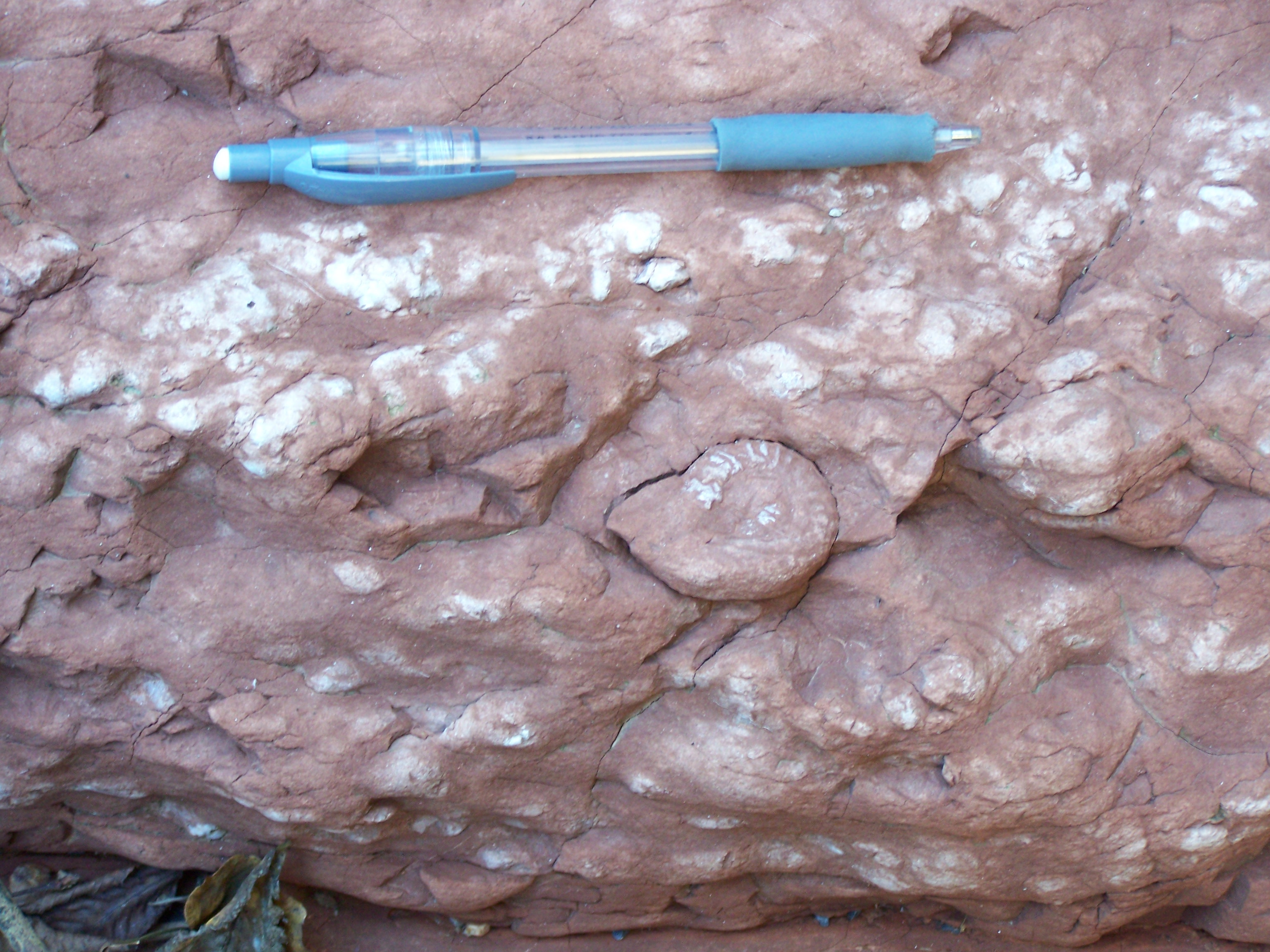
Rosso Ammonitico

Mittels Radiokarbonmethode wurden 19 Männern und Frauen aus den fünf ausgegrabenen Megalithanlagen datiert. Die Analyse hat eine bauzeitliche Nutzung, eine Nachnutzung und die Aufgabe der Nekropole belegt. Die ersten Deponierungen erfolgten zwischen 3525 und 3195 v. Chr. und die letzten zwischen 2125 und 1980 v. Chr., so dass die Nekropole mindestens 1055, maximal 1410 Jahre genutzt wurde. Dies macht Panoría zum langlebigsten Ritualplatz in der Provinz Granada.
Die Dolmen wurden nicht gleichzeitig errichtet. Sie weisen chronologische Unterschiede von Jahrhunderten auf. Auch die Nutzungsdauer unterscheidet sich. Manche Dolmen wurden wenige Jahrzehnte, nicht mehr als zwei Generationen, genutzt. In anderen Jahrhunderten wurde nach längerer Inaktivität eine erneute Nutzung dokumentiert. Die Vielfalt führt zu einer enormen Heterogenität und Komplexität in dieser Nekropole.